# Wombscape
wombscape（ウームスケープ）は東京を拠点に活動するアートコアバンドである。

## 概要
変則的なカオティックハードコアサウンド、初期エモのような音数の少ないアレンジ、ポストロックの轟音要素が特徴的である。
ステージに照明や絵を用いて視覚的な演出を交えたにライブを行う。

## メンバー
- Ryo (Vocals, Paint / 2010～)
- Shohei (Guitar / 2022～)
- Hiro (Drums / 2019～)

- Wataru (Bass / 2010～2021)

- Đ (Guitar / 2019～2020)

- Hiromu (Guitar / 2020～2022)

## ディスコグラフィー

### アルバム・ミニアルバム
- 强制勞作唄(キョウセイロウサクウタ) (2022年3月23日)

1. #e4736f
2. code:stigma_
3. 鐡
4. 灰色祭儀
5. 愛子(まなご)は何処(いづこ)
6. 鉛の揺籠
7. 解析不可因子
8. 虚現剥離

- ゆめうつつまぼろし (2018年4月18日)

1. 振り出しに戻る
2. 沈黙の白昼
3. 泥濘の理
4. 旧態間接人形
5. 天秤の涙
6. 温もりはまだ此処に
7. 灰色の眩暈
8. 枯れた蔦の這う頃に
9. やわらかな朝

- 新世界標本 (2015年9月11日)

1. 跋文
2. 捩れた「開放」が嘲笑う
3. 真白な狂気
4. 新世界標本
5. 夢に夢見た日々の記憶
6. 正しい愛が正しい絶望に変わるまで
7. 叙文

### デジタル
- こもれびの径 (2018年7月26日)

### コンピレーション
- TILL YOUR DEATH vol.3 (2016年11月09日)